# Maurice Binder
Maurice Binder (25 de agosto de 1925, Nueva York - 4 de abril de 1991) fue un diseñador gráfico estadounidense, creador de la apertura de las más famosas películas de James Bond. También diseñó los títulos de crédito de películas como Charada, La batalla de Inglaterra o La jauría humana.

## Biografía
Entre sus primeros trabajos cuentan el diseño publicitario y catálogos de grandes almacenes Macy's. Durante la Segunda Guerra Mundial, trabajó en los Estudios Universal, donde se convirtió en director de arte de la costa oeste de Columbia Pictures.
El director Stanley Donen lo contrató para crear títulos principales para Indiscreta (1958) y lo contrató después en la mayoría de sus películas. Una de ellas, The Grass Is Greener (1960), llamó la atención de los productores de James Bond, Harry Saltzman y Albert R. Broccoli, este último contrató a Binder para crear la primera secuencia de la imagen de Bond en la película, el Dr. No (1962). El estilo distintivo de los títulos principales de Bond se convirtió en un muy admirado y parodiado trabajo. Binder trabajo hasta su última enfermedad y muerte en 1991 a los 72 años. En la actualidad lo sucede Daniel Kleinman.